# Собачье (озеро, Красноярский край, бассейн Норильской)
Соба́чье (Ыг-Кюёль, Ыт-Кюёль, Ыт-Кюёль) — крупное пресноводное олиготрофное озеро в Красноярском крае России.
Расположено в широкой котловине между западными отрогами плато Путорана, приблизительно в 100 километрах юго-восточнее Норильска. Высота над уровнем моря — 44 м. Площадь озера — 99,4 км², водосборная площадь — 2520 км². В северо-западной части вытекает река Муксун, которая впадает в озеро Глубокое. Колебания уровня воды в озере незначительные, в пределах 1–2 метров. Соединяется с озером Накомякен протокой Накта длиной 5 км. Со всех сторон озеро окружено горами. На берегу озера находится кордон Путоранского заповедника.
Доступ к озеру затруднён. Летом сюда можно попасть только на вертолёте или на судне на воздушной подушке.

## Топонимика
На долганском языке озеро называется Ыт-Кюёль (Ыт — приказ собаке лежать), но в простонародье появилось название «Собачье озеро».

## Ихтиофауна
В озере обитает сибирская ряпушка, сиг-пыжьян, валёк, сибирский хариус, несколько видов гольцов и др.

## Топографические карты
- Лист карты R-46-XXV,XXVI оз. Кета. Масштаб: 1 : 200 000. Указать дату выпуска/состояния местности.